# Dzitryki (przystanek kolejowy)
Dzitryki (biał. Дзітрыкі, ros. Дитрики) – przystanek kolejowy w pobliżu miejscowości Żomojdź i Dzitryki, w rejonie lidzkim, w obwodzie grodzieńskim, na Białorusi. Leży na linii Równe – Baranowicze – Wilno.